# شیرا ۸۷۲۲
سیارک ۸۷۲۲ (به انگلیسی: 8722 Schirra، نامگذاری:1996QU1) هشت هزار و هفتصد و بیست و دومین سیارک کشف شده‌است که در ۱۹ اوت ۱۹۹۶ کشف شد.
قدر مطلق سیارک برابر ۱۳٫۹۰ است.